# Les Bario
Les Bario è il nome d'arte di una famiglia italiana di tradizione circense, che calcarono con successo le scene europee e soprattutto francesi nel XX secolo, distinguendosi come clowns.

## Storia e composizione
I principali componenti dei Les Bario furono certamente i due fratelli Dario (Livorno 1880-Bobigny 1962) e Manrico Meschi (Livorno 1888-1974), che inventarono una trentina di 'entrate comiche' che ispirarono Mack Sennett.
Dario esordì come 'augusto musicale' nel 1895 al Teatro Goldoni di Livorno. Si trasferì successivamente in Francia per collaborare con il circo dei Fratelli Leonard di Parigi. In seguito lavorò nel 1900 al Circo Medrano, dove si esibì assieme a Pierre Périer. Dopo una tournée in Sud America, nel 1902 chiamò suo fratello Manrico per unirsi a lui in un tour in Turchia.
Dal 1910 formò dei celebri trii, dapprima con l'apporto di Ceratto, quindi di Felix Gontard, Rhum, Pékari, Mimile. La loro popolarità e successo non fu inferiore a quella dei Fratellini.
Nel 1919, con Manrico, lanciò il duo "Dario e Bario": Dario, l'elegante clown bianco dal sorriso satanico, e Bario, l'augusto che sembrava un ubriacone. Il duo riscosse successo e consensi diventando infine "Dario, Bario e compagnia", inserendo nello spettacolo successivamente Cratto, i clown Coco e Rhum (rispettivamente Raoul Jouin ed Enrico Sprocani), e successivamente ancora, Willy, figlio di Dario, e Nello , Freddy e Tosca, i tre figli di Bario.
Dopo la seconda guerra mondiale, Dario e Bario si ritirarono, Willy si associò con il clown Pipo e anche i tre figli di Dario, Freddy, Nello e Tosca Bario continuarono la loro carriera.
Non soddisfatti del facile successo, Les Bario iniziarono a lavorare su nuovi esibizioni di clown che avrebbero arricchito notevolmente il loro repertorio. Dal Cirque Medrano di Parigi nei primi anni sessanta, hanno creato esibizioni originali, fino al Cirque d'Hiver di Parigi, poi al Cirque de Montmartre.
A partire dal 1966, Les Bario parteciparono regolarmente a programmi televisivi tra cui (nel 1960 e 1965) La Piste aux Étoiles, uno dei più popolari spettacoli di varietà televisivi francesi, che li resi popolari in tutto il Paese. Inoltre parteciparono a diverse trasmissioni televisive in Europa.
Dopo la morte di Manrico Meschi (Bario) nel giugno del 1974, i Les Bario lavorarono principalmente in televisione e durante l'estate in tournée nelle località balneari francesi con il Cirque Spirou e altri circhi simili.
Dopo la morte di Freddy Bario, il 10 luglio 1988, Les Bario scomparvero con lui.

### Principali componenti
- Dario Meschi (Livorno 1880-Bobigny 1962);

- Manrico Meschi (Livorno 1888-1974);

- Freddy Bario (Alfredo Meschi, Bruxelles 18 dicembre 1922-Pantin 10 luglio 1988), clown per alcuni anni, poi augusto, figlio di Bario Meschi;[2]

- Henny Bario (Henny Sosman, 23 luglio 1923-Bobigny 24 dicembre 2011), moglie di Freddy, maga, suonatrice di tip tap e regina dei martelli musicali. Henny è la figlia dell'augusto Martin Sosman, zio del clown Pipo (Gustave Joseph Sosman);[2]

- Nello Bario (Léonello Meschi, Alingsås 28 agosto 1918-Dammarie-les-Lys 8 dicembre 1999) augusto balbuziente e attore, figlio di Bario Meschi. Ha iniziato la sua carriera nel duo Dario e Bario, sostituendo una sera, con breve preavviso, il padre che si era ammalato prima dello spettacolo;

- Betty Bario (Beatrix Meschi, Parigi 22 luglio 1945-Villejuif 27 gennaio 2017), figlia di Freddy e Henny. Madame Loyal, conduttrice.